# Mirta Toledo
Mirta Toledo (Buenos Aires, 25 de dezembro de 1952) é uma pintora, escultora, gravadora e  escritora argentina, que promove a diversidade por meio de suas obras.

## Vida pessoal
Mirta Toledo nasceu no bairro de Almagro, em Buenos Aires, na Argentina. É a filha mais velha de Toribio Toledo (afro-guarani) e Eva García Román (espanhola). Desde a infância, estava consciente da diversidade étnica dentro de sua própria família que mais tarde influenciou sua arte. Cita seu pai como a força motriz de sua arte, que "incutiu nela qualidades de força, ambição e valores, normalmente reservados aos homens de sua sociedade".

### Casamento e família
Em janeiro de 1977, se casou com Mauricio R. Papini, em Buenos Aires. De 1980 a 1982, eles permaneceram nos Estados Unidos, em Minneapolis, em Minnesota, onde seus filhos nasceram, em 1981. Eles voltaram para Buenos Aires de 1982 a 1988, mudaram-se para Honolulu, no Havaí, de 1988 a 1990 e, depois, para Fort Worth, no Texas, de 1990 a 2000. Em 2000, ela se mudou para Austin, também no Texas, onde continuou trabalhando em suas obras de arte e fez exposições individuais. Em 2007, voltou para Buenos Aires onde, atualmente, reside e trabalha.

### Formação acadêmica
Obteve um Master of Arts (MFA) em Artes visuais com especialização em Pintura, pela Universidade Nacional das Artes (Universidad Nacional de las Artes, UNA), em 2011. Em 1985, completou uma residência com o mestre escultor Antonio Pujía na Escola Superior de Belas Artes Ernesto de la Cárcova (Escuela Superior de Bellas Artes de la Nación Ernesto de la Cárcova). Licenciou-se como professora de Pintura, em 1974, e professora de Escultura, em 1982, pela Escola Nacional de Belas Artes Prilidiano Pueyrredón (Escuela Nacional de Bellas Artes Prilidiano Pueyrredón) e bacharel em Belas artes (desenho) pela Escola de Belas Artes Manuel Belgrano (Escuela de Bellas Artes Manuel Belgrano), em 1973.

## Vida artística

### Escultura e cerâmica: 1977–93
No final dos anos 1970, se concentrou na escultura, ganhando seus primeiros prêmios nesse meio da Sociedade Argentina de Artistas Plásticos (Sociedad Argentina de Artistas Plásticos, SAAP), do Ministério da Cultura da Argentina e da Dirección General de Educación Artística, em 1979. Seu pai lhe transmitiu lendas e crenças de sua cultura e foi ele quem despertou seu amor pela arte. Seus temas e inspiração são frequentemente semelhantes. As esculturas têm rostos indígenas, são pessoas que afirmam seu passado e são personagens de centenas de histórias que ele contou a ela quando criança. Suas obras afirmam sua etnia.
Em 1980, viajou pela primeira vez aos Estados Unidos. Em 1982, teve sua primeira exposição individual "On Angels, Women and Machines" na North Star Gallery da Universidade de Minnesota, em Saint Paul. Com essas obras "ela tentou expressar as transformações pelas quais nosso mundo está passando em três aspectos de nossa experiência de vida cotidiana: Religioso, Humano e Tecnológico e representando esses aspectos estão os anjos, as mulheres e as máquinas". Em 1982, voltou à Argentina e continuou trabalhando com escultura, participando de inúmeros concursos e conquistando prêmios.
Voltou para os Estados Unidos, para Honolulu, no Havaí, em 1988, onde se juntou ao Hawaii Potters' Guild "trabalhando tanto em escultura figurativa quanto em cerâmica raku orientada para vasos, esta última embelezada com desenhos inspirados nos povos indígenas de sua terra natal". Antes de deixar o Havaí, em 2002, fez a mostra individual "From the Earth" na Backus Gallery of Fine Arts. Exibiu "cerâmica e esculturas figurativas que lhe permitem maior amplitude no desenvolvimento do potencial metafórico. Os bustos de Pachamama, Coquena, Anahí, Sisa-Huinaj são personificações atraentes de divindades ligadas a vários aspectos dos ritmos da Terra". Uma vez estabelecida em Fort Worth, continuou trabalhando em cerâmica e escultura por mais três anos, até que decidiu se dedicar inteiramente à pintura.

### "Diversidade Pura": 1990–presente

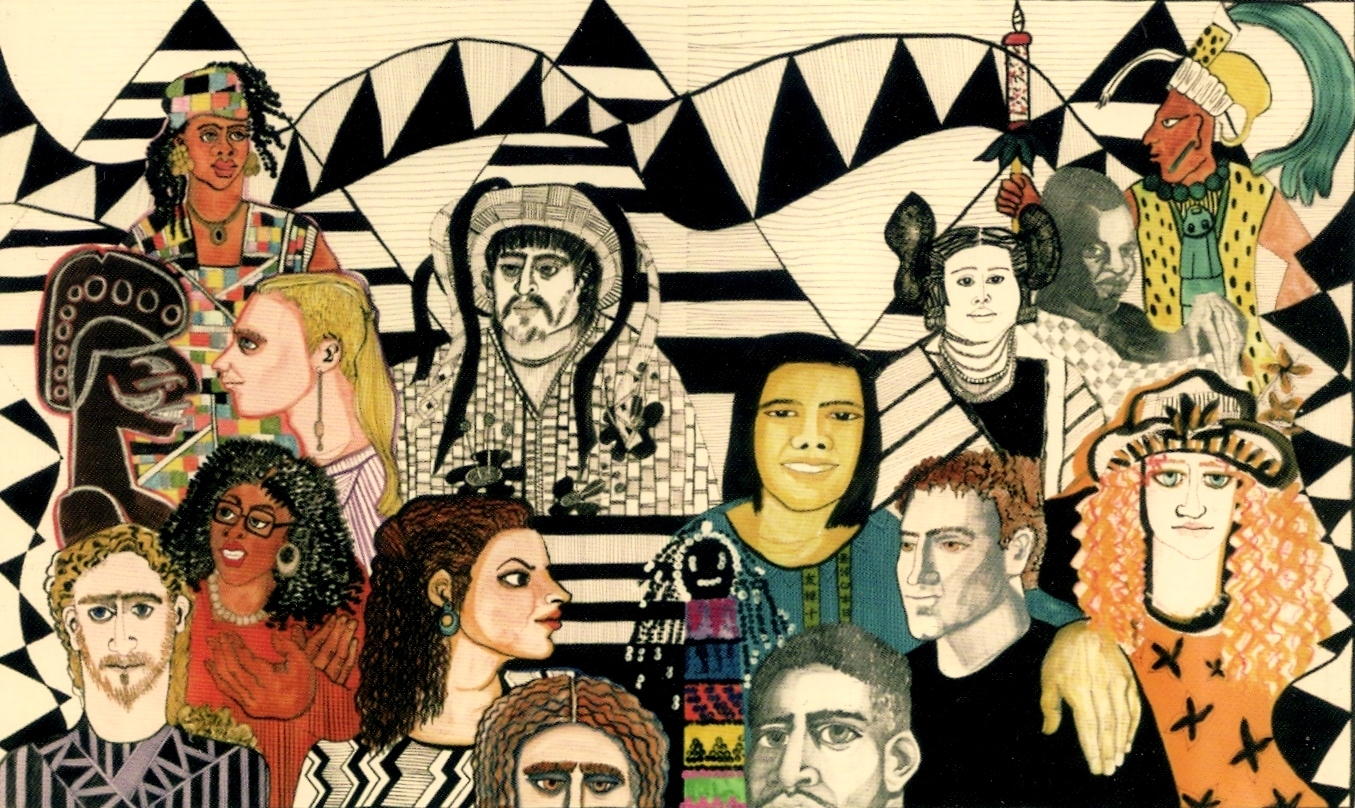
"Diversidade Pura" (1993).

Esta série de pinturas aprofunda sua crença de que as diferenças culturais são o "tesouro da humanidade". A "Diversidade Pura" reflete o foco do artista e mostra sua consciência da diversidade étnica, cultural e individual dentro da sociedade e sua própria experiência e herança. Cada sociedade tem as suas próprias características, valores e cultura, mas sinto que depois do século XX, com a mídia de massa invadindo nossas casas, o mundo inteiro foi exposto a valores "universais" que estamos aprendendo e adotando não só como verdadeiros, mas também como nossos. Não existe "beleza universal", disse Mirta Toledo. Essas obras vislumbram uma sociedade igualitária: "As pessoas me dizem que sou um idealista, que sonho e tenho esperanças de uma sociedade melhor. Sempre disse que é minha resposta à visão de uma América Latina submissa e a garantia de ver um mundo diverso em evolução e sem racismo".
Mirta Toledo aborda diferentes temas para celebrar a diferença entre a sociedade mundial. "Diversidade na Religião" — retratando deuses e deusas da América Latina pré-hispânica, Caribe, África e santos europeus. "Diversidade Pura: Crianças e Bonecas" — retratando as diferenças étnicas e culturais entre as crianças e a reflexão sobre as bonecas criadas em sua própria sociedade — e "Diversidade Pura: Flores, Mulheres e Pássaros" — retratando mulheres de todas as partes, usando simbolicamente pássaros e flores para transmitir mensagens ocultas sobre elas. As obras dela atestam sua identidade e a identidade de todos os fragmentados entre duas culturas, que tiveram que reconfigurar continuamente sua história para incorporar novas vozes, mantendo vozes antigas, para não esquecer a origem de sua viagem.
Esta série foi exibida em exposições particulares na Universidade Cristiana do Texas (Texas Christian University, TCU) e na Universidade Feminina do Texas (Texas Women's University). Ministrou conferências como convidada sobre este tema em várias universidades, incluindo Barnard College, em Nova Iorque (1995), na Universidade da Carolina do Norte em Chapel Hill (1996), na Universidade de Maryland, em College Park (1995), TCU (1998) e na Universidade Estadual do Sudoeste do Texas (Southwest Texas State University, 2001). Nessas conferências, sua mensagem era clara: "a diversidade é um fenômeno global e a única esperança e realidade para o futuro". "Viajar pelas pinturas de Mirta Toledo é entrar na celebração da diversidade. Como se fosse um grande abraço a uma diversidade presente e cheia de beleza, ela está se afastando desses medos e rejeições que causam todo o desconhecido, mesmo que esteja perto de nós. Ela é alheia às teorias da pureza racial, ela questiona a ideia de "puro" em oposição ao "diferente"".
Em 1997, recebeu o Prêmio Estrella de Melhor Mulher Hispânica nas Artes (Estrella Award for Outstanding Hispanic Woman in the Arts), pela Rede de Mulheres Hispânicas do Texas (Hispanic Women's Network of Texas).
Em 2002, fez uma exposição particular com sua "Diversidade Pura: Crianças e Bonecas" na DiverseArts Little Gallery, em Austin, no Texas. O sabor de uma mente aberta, ela acredita que existe apenas uma raça, a raça humana, então, se você realmente acredita nisso, você tem que acreditar que a raça humana é pura diversidade. Colocando-o em termos com os quais estava familiarizada, ela considerou o quão multicultural sua coleção de bonecas havia se tornado e como as bonecas eram um elemento comum em todas as sociedades, passadas e presentes. Ponderar toda a ideia deu origem ao seu tema de assinatura, pessoas e diversidade, e à sua série, crianças e bonecas. "Tento mostrar que há esperança e beleza", comenta. "Temos que nos abraçar como raça humana, aceitar o que somos e somos diversos". Desde então, esse tema tem sido tema dos contos e conferências dela e representa o nível intelectual de suas pinturas durante 14 anos. Suas bonecas assumiram o papel de embaixadoras da diversidade. Sua arte estava em exibição permanente na Mi Casa Gallery, localizada no famoso distrito cultural South Congress de Austin.

### "Faixa de Sentimentos": 1994–presente
Reagindo à "Proposição 187" da Califórnia, criou, em 1994, um tríptico de mídia mista de grandes dimensões: "A palavra-chave é AMOR" (em inglês:  "The Key Word is LOVE"). As três telas apresentavam colagens (coladas e costuradas à mão) de seus desenhos sobre a arte asteca, maia e africana e o retrato de membros da família. Havia também painéis vazios onde os imigrantes eram convidados a escrever sobre seus sentimentos e experiências no país. Esta peça marcou o início da série "Faixa de Sentimentos" (em inglês:  "Track of Feelings""). Nessas obras, não apenas muda sua abordagem para expressar os eventos históricos cotidianos do mundo, mas também sua técnica. As cores nas pinturas não se misturam, mas sangram. Há laranja e há azul e os compromissos feios que devemos fazer, as sombras de significado onde as pessoas se equivocam e enterram o passado, essas coisas não estão lá. A mistura mofada de matiz é trocada por contraste nítido, clareza, o ponto exato onde noite e dia jogam jogos de conchas agora é capturado, novamente, em um reflexo do que foi coletado nos pincéis de Mirta Toledo.
"Sem Saída" (em inglês:  "No Outlet", 1997) é a pegada da tão comum tortura exercida pelos militares durante a Guerra Suja na Argentina. Silhuetas de homens e mulheres que já estiveram vivos, mas não tinham saída. À esquerda da tela está colado um artigo de jornal onde uma mulher relata como foi torturada enquanto um padre próximo a ela rezava. O traço de acrílico vermelho deixado pelo pincel colado simboliza o sangue saindo e cobrindo uma identidade argentina... e esse ser humano desaparece por completo... nem o nome da pessoa existe mais. Em um canto da tela, lê-se uma frase: "Eu estava cheio de vida". Uma forma. Uma sombra. O peso da memória.
A arte mais complicada dela adere tecido, papel, selos, estampas de jornais e ferramentas do comércio artístico a pinturas de vários níveis que contêm referências a condições sociais ou políticas. Em "Correio perdido" (em inglês:  "Lost Mail", 2000), ela incorpora impressões do poema de sua irmã Claudia "É Assustador Voltar" (em inglês:  "Is Scary to Return") com correspondências carimbadas, emolduradas em preto, depois azul e depois laranja brilhante. Esta série de obras de arte foi exibida pela primeira vez, em 2000, na Galeria LanPeña, em Austin, no Texas. Muitas das peças de mídia mista estavam olhando da Argentina para o Texas, com um vocabulário visual desenvolvido que merecia uma "Retrospectiva" completa. Na época de sua exposição individual, o diretor de cinema argentino Jorge Coscia estava em visita aos Estados Unidos e realizou um documentário sobre a obra de Toledo: "Lecciones de Vida: El arte de Mirta Toledo" (outubro de 2000).